# Región Altos Sur
La región Altos Sur es una de las doce regiones en que se divide el estado mexicano de Jalisco. Se localiza entre las ciudades de Guadalajara y Aguascalientes. La población de esta región del censo 2010 del INEGI arroja que se concentran 445 mil 030 habitantes. Cuenta con 6667 km², que es el 8.33% de la superficie del estado.[cita requerida] Fue parte del departamento de Aguascalientes.

## Municipios
Los municipios que comprenden esta región son los siguientes:

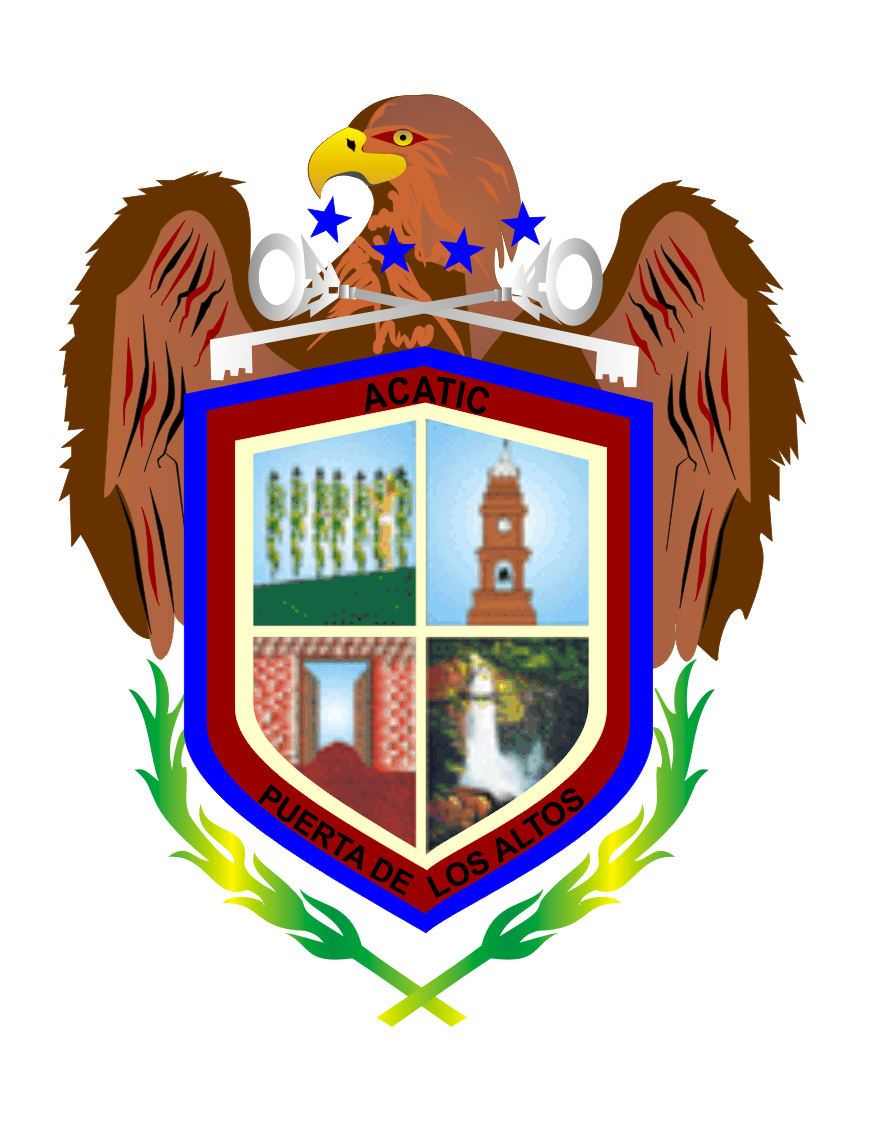
Acatic
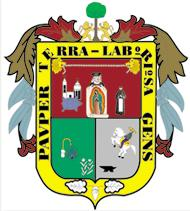
Arandas
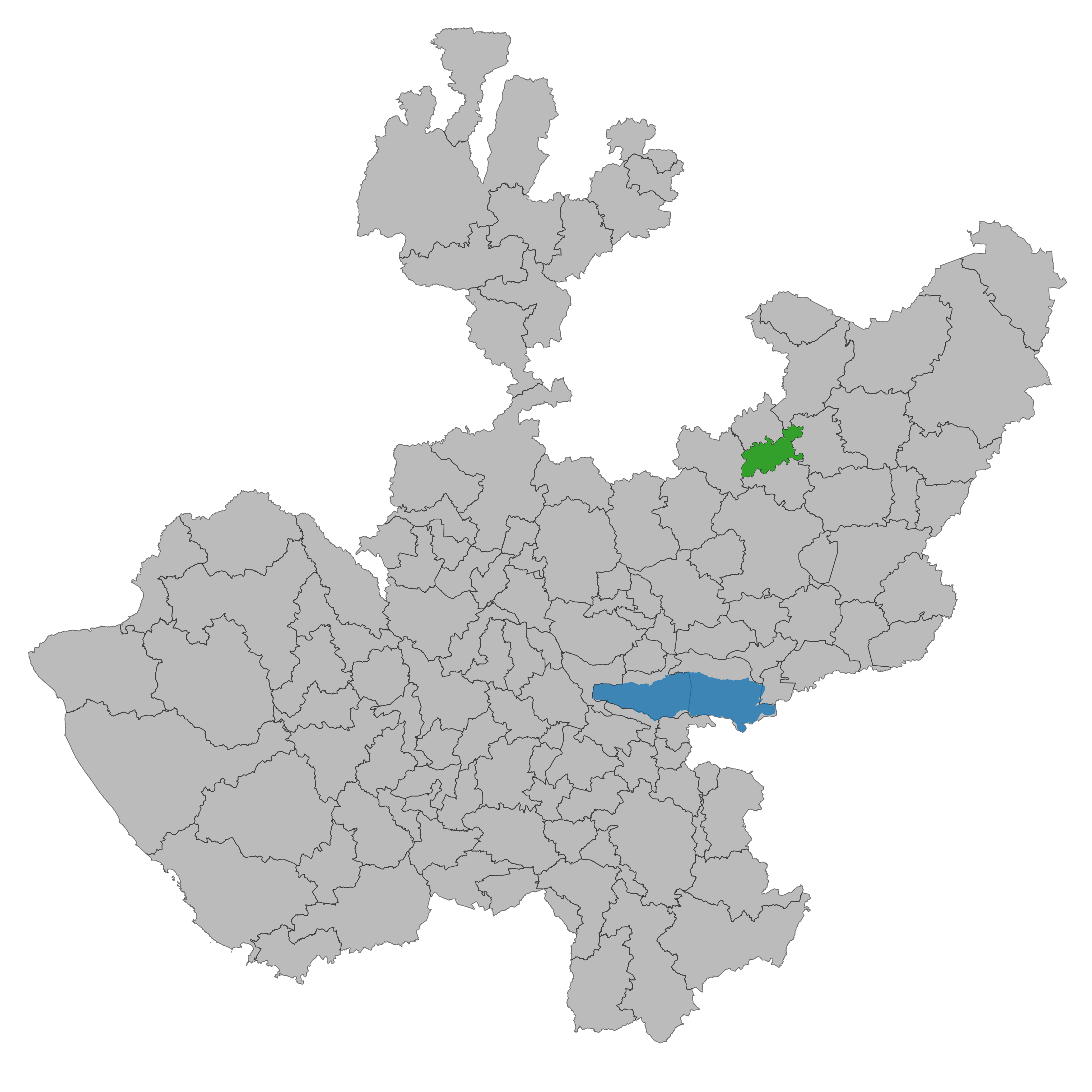
Cañadas de Obregón
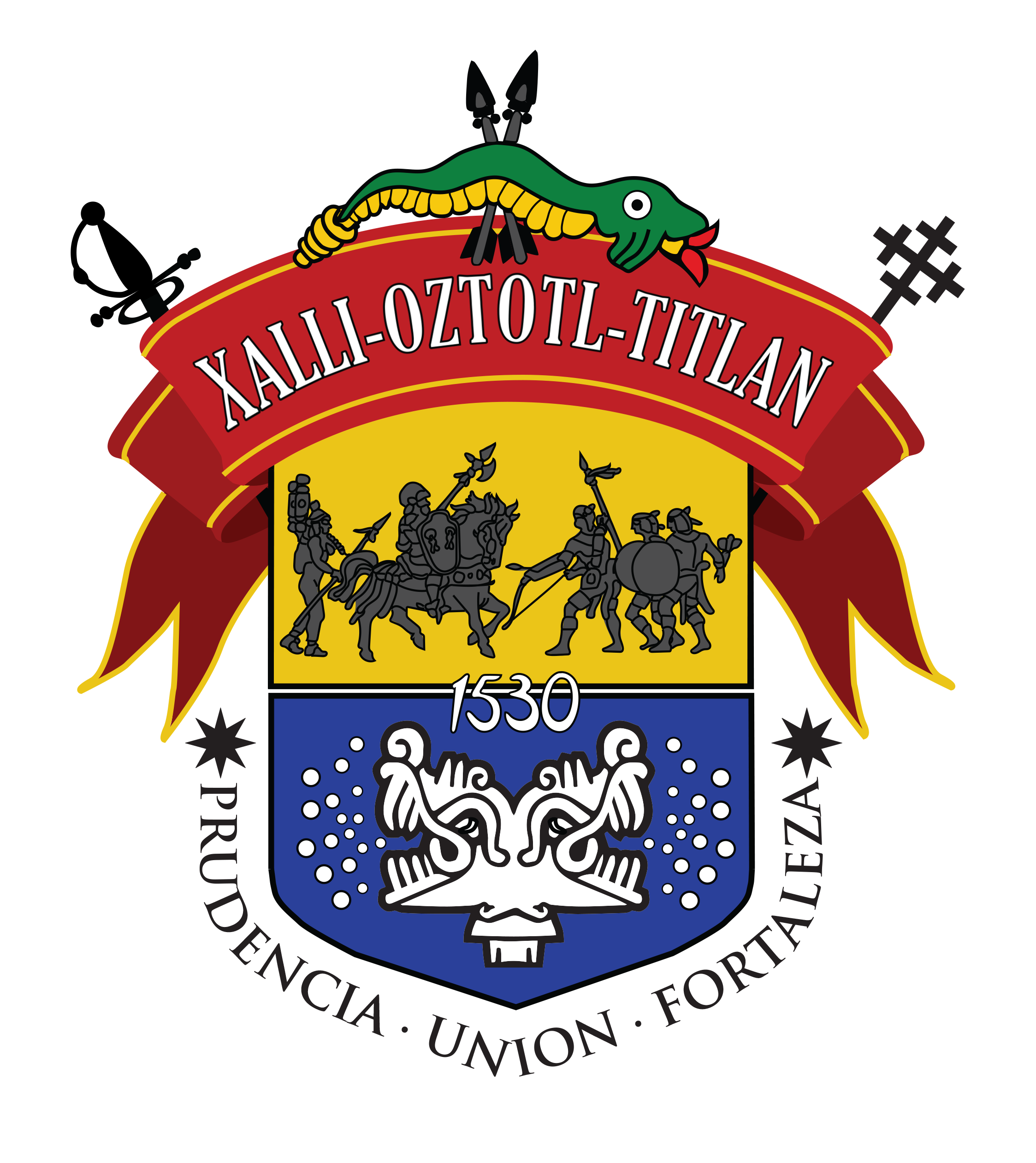
Jalostotitlán
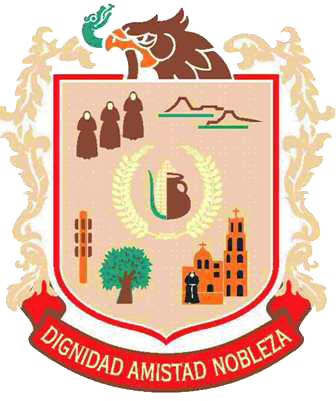
Jesús María
Mexticacán
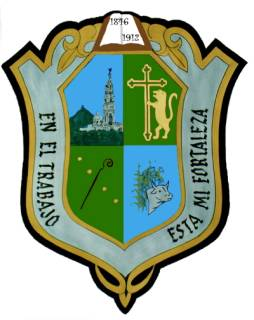
San Julián
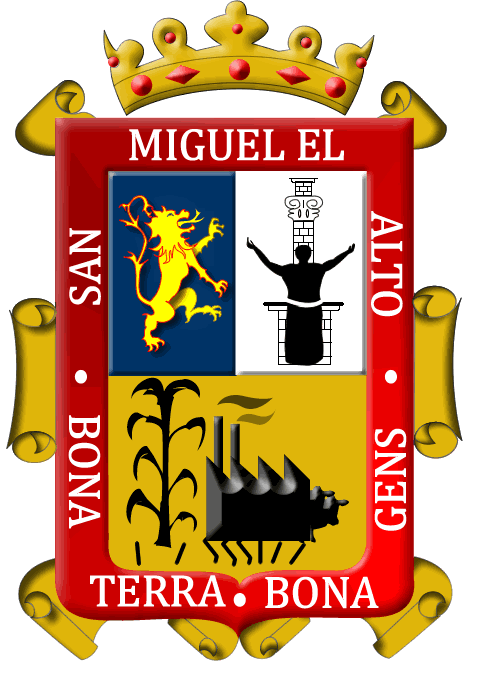
San Miguel el Alto
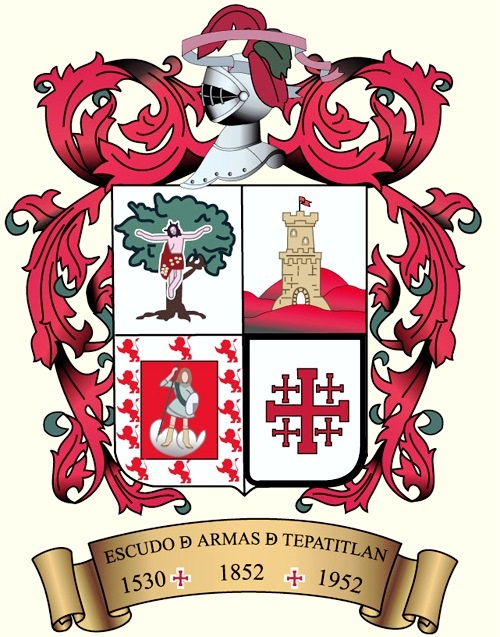
Tepatitlán
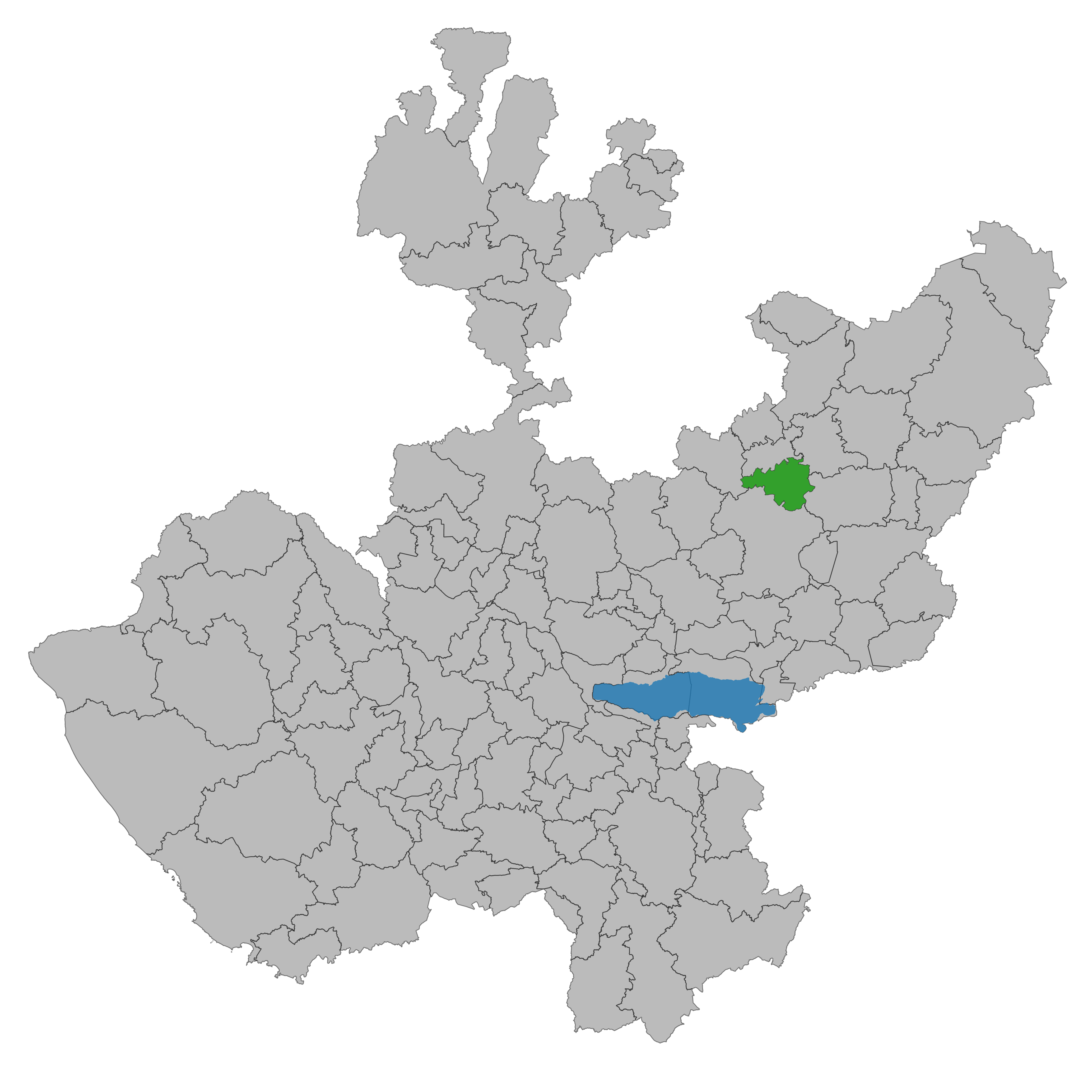
Valle de Guadalupe
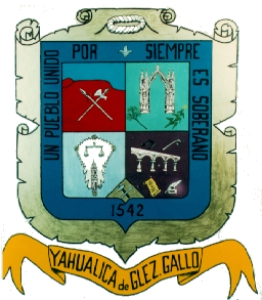
Yahualica
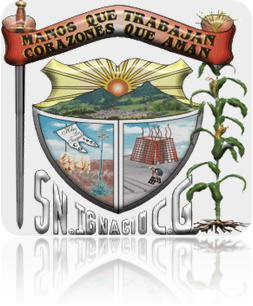
San Ignacio Cerro Gordo

## Historia y población
Los primeros pueblos que habitaron la región fueron las naciones chichimecas, nombre que daban los mexicas a un conjunto de pueblos originarios que habitaban el centro y norte del país.
Las bajas que tuvieron los conquistadores españoles en la región debido a los ataques Chichimecas, los condujeron a contestar con una táctica bélica de etnocidio. Llevaron a los Altos de Jalisco a milicianos rurales castellanos, algunos de ellos de ascendencia francesa, conducidos en la alta Edad Media para repoblar el centro de España. No obstante igualmente los hubo portugueses, italianos y oriundos de Flandes, que con anterioridad habían luchado contra turcos y moros. 
Estos soldados campesinos se establecieron con patrones de propiedad privada y con una ideología católica, mezclándose con algunos Chichimecas que habían quedado.

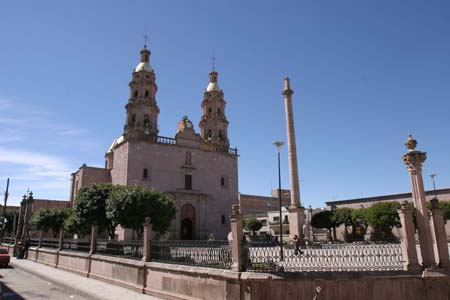
San Miguel el Alto

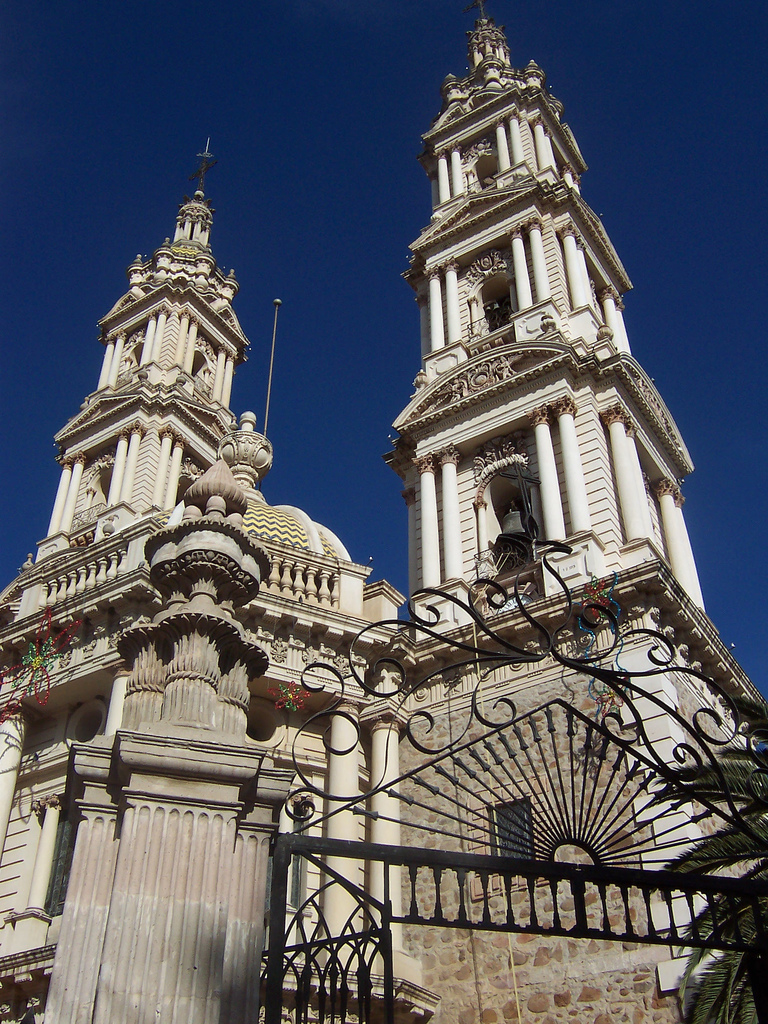
Tepatitlán de Morelos, municipio sede.

Formaron parte del Departamento de Aguascalientes durante el Segundo Imperio mexicano.

## Ubicación en el Bajío Occidente

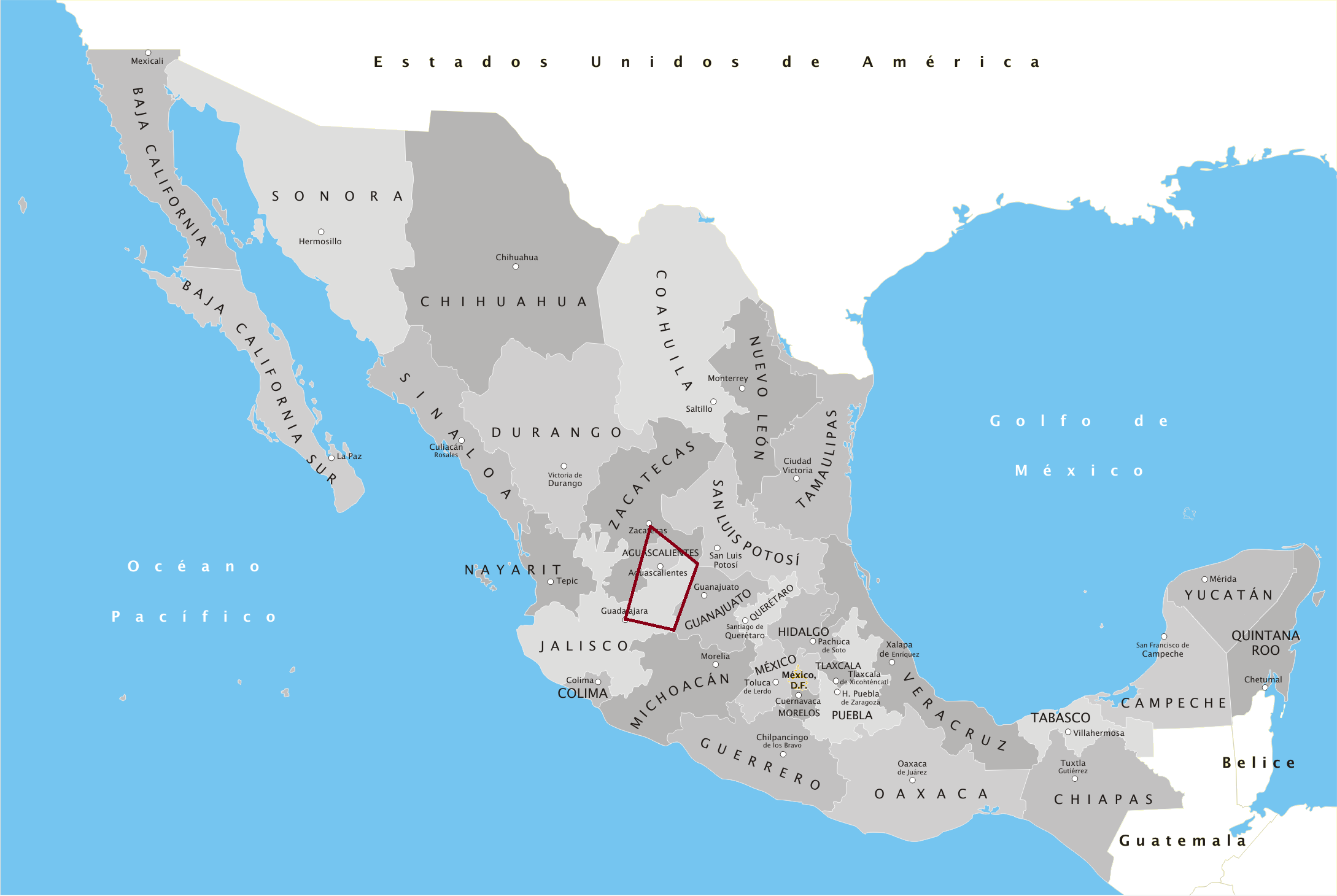
Ubicación aproximada del Bajío Norponiente

El Bajío Occidente es una subregión del Bajío Mexicano que alberga las tierras al norte y occidente de dicho territorio. Incluye partes del estado de Aguascalientes, Zacatecas, los Altos de Jalisco y llega en su extremo oeste a la ciudad de Guadalajara. El crecimiento económico de la región es comparado al de las potencias asiáticas.
El municipio sede es Tepatitlán de Morelos. Esta población se localiza al noreste de la entidad y como el resto de la región alteña, predominan las mesetas, llanos y lomerios. Se comunica con la capital tapatía a través de la autopista Lagos de Moreno y hacia la Región Altos Norte, por conducto de la carretera federal número 80. En esta región prevalecen los climas cálidos y templados. A pesar de que las lluvias no son abundantes, se ha podido desarrollar una enorme actividad agrícola; entre sus principales cultivos se encuentran el maíz, sorgo, avena, trigo, agave, frijol, pasto y alfalfa. De la ganadería predomina el bovino, vacuno, ovino y porcino. Muchos de los productos obtenidos de esta última actividad son procesados para la elaboración de quesos y carnes frías. En los municipios de Acatic y Yahualica se obtienen materiales para la construcción, como el manganeso, mármol, grava y arena, Yahualica también es reconocido por su producción de chiles de árbol. En Jalostotitlán, se encuentran también algunos materiales para construcción, además de ser famoso por sus carnitas. En Acatic se elabora teja y ladrillo; en el municipio de Jesús María destaca la producción de calzado y ropa. San Miguel el Alto conocido como "Joya arquitectónica de los altos" se destaca por la producción de cantera rosa y la industria textil. Arandas destaca por su producción de tequila.
En esta región se desarrolla la industria del vestido y se realizan artesanías. Además se encuentra el municipio más reciente del Estado, San Ignacio Cerro Gordo, que se separó de Arandas.

## Vías Terrestres
Alrededor de la región recorre varias carreteras estatales entre las que se destacan:
Jalisco 207 que corre desde Valle de Guadalupe hasta la Carretera Federal 70
Jalisco 302 que corre desde San Diego de Alejandría hasta Lagos de Moreno
Jalisco 304 que corre desde San Diego de Alejandría hasta Valle de Guadalupe
Jalisco 307 que corre desde La Barca hasta Encarnación de Diaz
Jalisco 314 que corre desde Arandas hasta Tepatitlán
Aparte de carreteras federales tanto libres como de cuota las cuales son:
México 70 (Carretera Guadalajara-Yahualica)
México 80 y 80D (Autopista Guadalajara-Lagos de Moreno)